# Brachycaudus
Brachycaudus är ett släkte av insekter som beskrevs av Van der Goot 1913. Brachycaudus ingår i familjen långrörsbladlöss.

## Bildgalleri

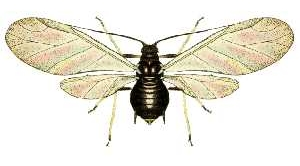

## Dottertaxa tillBrachycaudus, i alfabetisk ordning[1][2]
- Brachycaudus acaudatus
- Brachycaudus aconiti
- Brachycaudus aegyptiacus
- Brachycaudus almatinus
- Brachycaudus amygdalinus
- Brachycaudus atuberculatus
- Brachycaudus bicolor
- Brachycaudus brevirostratus
- Brachycaudus cardui
- Brachycaudus cerasicola
- Brachycaudus cerinthis
- Brachycaudus crassitibiae
- Brachycaudus distinctus
- Brachycaudus divaricatae
- Brachycaudus divaricatellus
- Brachycaudus eurotiae
- Brachycaudus gentianae
- Brachycaudus helichrysi
- Brachycaudus iranicus
- Brachycaudus jacobi
- Brachycaudus klugkisti
- Brachycaudus lamii
- Brachycaudus lateralis
- Brachycaudus linariae
- Brachycaudus lucifugus
- Brachycaudus lychnicola
- Brachycaudus lychnidis
- Brachycaudus malvae
- Brachycaudus menthaecola
- Brachycaudus mimeuri
- Brachycaudus mordvilkoi
- Brachycaudus napelli
- Brachycaudus pallidus
- Brachycaudus persicae
- Brachycaudus pilosus
- Brachycaudus plantaginis
- Brachycaudus populi
- Brachycaudus prunicola
- Brachycaudus rhinariatus
- Brachycaudus rociadae
- Brachycaudus rumexicolens
- Brachycaudus salicinae
- Brachycaudus schwartzi
- Brachycaudus sedi
- Brachycaudus shaposhnikovi
- Brachycaudus spiraeae
- Brachycaudus tragopogonis
- Brachycaudus umbelliferarum
- Brachycaudus virgatus
- Brachycaudus viridanus